# Джордан, Алексис
Алексис Джордан (англ. Alexis Jordan; род. 7 апреля 1992 года в Колумбии, в Южной Каролине) — американская певица.

## Биография
В возрасте 12 лет Алексис исполнила государственный гимн в Академии ВВС США. Она также пробовала себя как актриса, играя в сериалах и рекламе.
Настоящий прорыв в карьере произошёл в 2006 году, когда Алексис стала участницей шоу «America's Got Talent», где исполнила песню Уитни Хьюстон «I have nothing» и добралась до полуфинала.
После участия в этом конкурсе Алексис стала загружать на свою страницу на Youtube видео, где исполняла известные хиты различных популярных исполнителей. К 2008 году количество просмотров достигло нескольких миллионов. Этот факт привлек внимание Jay-Z, который стал для молодой исполнительницы наставником и помог ей заключить контракт с лейблом «StarRoc».
В 2010 году вышел дебютный сингл «Happiness», который достиг таких вершин, как первое место в чарте «US Hot Dance Club Songs» и третье место в «UK Singles Chart».